# Alectryon excelsus
Alectryon excelsus (Tītoki) es un árbol nativo de Nueva Zelanda, que se produce en las zonas costeras y tierras bajas forestales. 

## Descripción
Tiene brillantes hojas. La floración es en la primavera y las semillas tardar hasta un año para madurar. La semilla inicialmente contenida en una cápsula leñosa peluda, que al partirse, revela la fruta comestible de un aspecto carnoso y de color rojo brillante y una semilla negra en el centro; a partir de la cual los nativos obtienen un extracto de aceite. La fruta es dulce, pero tiene un sabor áspero. 
Como es común con la mayoría de árboles nativos de Nueva Zelanda, el nombre maorí Tītoki es ahora el nombre preferido sobre el usado en inglés. Anteriormente se la conocía como "'New Zealand Ash'".

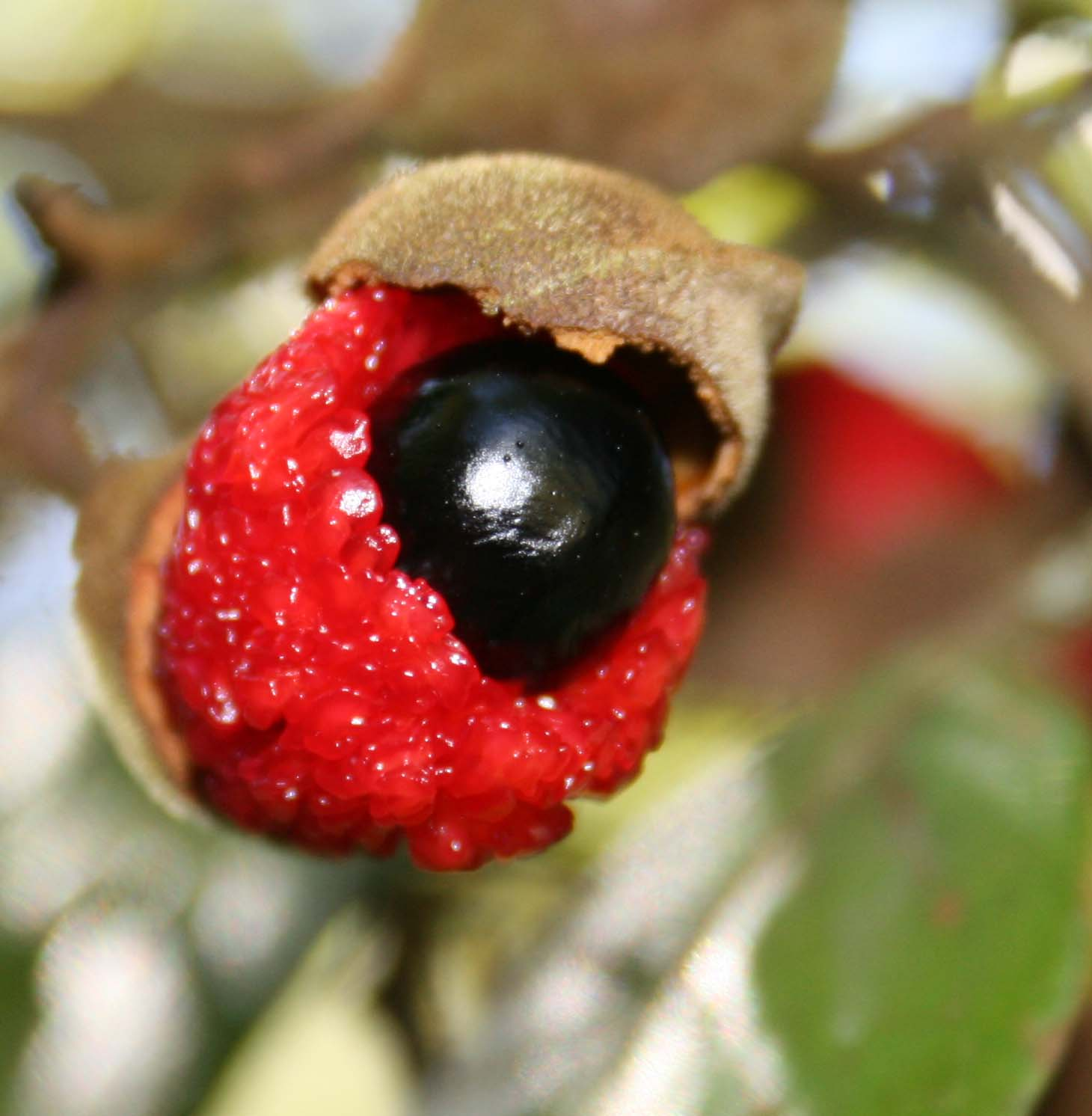
fruta del Tītoki

## Taxonomía
Alectryon excelsus fue descrita por Joseph Gaertner y publicado en De Fructibus et Seminibus Plantarum. . . . 1: 216, en el año 1788.
Variedades aceptadas
- Alectryon excelsus subsp. grandis (Cheeseman) de Lange & E.K.Cameron[2]